# آنگلو
آنگِلو یا اَنگِلو (Anglo) یک پیشوند است که رابطه مکان، مردم یا موضوعی را با آنگل‌ها، انگلیس، انگلستان، انگلیسی یا زبان انگلیسی نشان می‌دهد، مانند زبان انگلوساکسون یا سپهر انگلیسی. این اصطلاح اغلب به تنهایی، برای اشاره به مردم جزایر بریتانیا در آمریکا، نیوزیلند، آفریقای جنوبی و استرالیا به کار می‌رود. همچنین در هر دو گروه کشورهای انگلیسی زبان و کشورهای غیر انگلیسی زبان، برای اشاره به مردم آنگلوفون از کشورهای دیگر اروپایی هم به کار می‌رود. در کانادا برای تمایز بین فرانسوی زبانان (فرانکوفون) عمدتاً کُبِکی و برخی از مناطق نیوبرانزُویک و انگلیسی زبانان (آنگلوفون) در بقیه کانادا استفاده می شود. همچنین در ایالات متحده برای تشخیص جمعیت لاتین از اکثریت سفید پوست غیر لاتین استفاده می شود.
Anglo پیشوندی است که از لاتین متاخر گرفته شده تا به عنوان یک جاینام یا نام اهلیت به انگلیس اشاره کند. این کلمه از آنگلیا (Anglia) که نام لاتین انگلستان است مشتق شده‌است و هنوز هم [./https://en.wikipedia.org/wiki/East_Anglia East Anglia] نام مدرن منطقه شرقی انگلیس است. Anglia و England هر دو به معنی سرزمین آنگل‌ها هستند که مردمانی با ریشهژرمن از شبه جزیره از Angeln در شمال آلمان هستند.

## استفاده تخصصی

### آفریقا
اصطلاح آنگلو-آفریقایی Anglo-African به‌طور تاریخی برای شناسایی افراد دارای نژاد آمیخته انگلیسی و آفریقایی که در ایالات متحده و آفریقا متولد می‌شوند استفاده شده‌است.
این اصطلاح همچنین از لحاظ تاریخی برای توصیف افرادی که در امپراتوری بریتانیا در آفریقا زندگی می‌کنند استفاده شده‌است.

### استرالیا
در استرالیا Anglo در اصطلاحات آنگلو-استرالیایی (Anglo-Australian( و آنگلو-سلتیک به کار می‌رود که به اکثریت استرالیایی‌ها اشاره دارد که زبان انگلیسی، اسکاتلندی، ولزی و ایرلندی صحبت می‌کنند.
در کانادا، و به خصوص در فرانسه کانادا، اصطلاحات آنگلوفون، آنگلو-کانادایی یا به سادگی آنگلو، به‌طور گسترده برای اشاره به کسانی که زبان مادری آنها انگلیسی است، در مقابل اصطلاح فرانکوفون، که توصیف کسانی است که زبان مادری شان فرانسه است به کار می‌رود.